# Licenciado Benito Juárez (Sinaloa)
Licenciado Benito Juárez es una localidad mexicana ubicada en el estado de Sinaloa, dentro del municipio de Navolato. Es la sede de la sindicatura homónima.

## Geografía
Villa Juárez está ubicado en el centro del estado de Sinaloa, a 20 km al sureste de Navolato, cabecera del municipio homónimo al que pertenece, y a 20 km al suroeste de Culiacán, la capital del estado.
Las coordenadas son 24°39′37 latitud norte y 107°32′36 longitud oeste. Con una altitud sobre el nivel del mar de 10 metros.

## Política
Las comisarías de la sindicatura de Villa Juárez son:
- Las Puentes
- San Juan
- Campo Pía
- Bataoto
- Campo Aníbal
- Campo Victoria
- Campo Clouthier
- Campo Pénjamo
- Campo Tribolet
- Colonia Michoacana
- El Sacrificio
- Guadalupe Victoria
- La Florizada
- Luis G Vélez
- Nogalitos
- Nuevo Ahome
- San Isidro
- San Marcos
- Santa Cecilia
- San Raúl
- San José
- Campo El Pagador
- Santa Teresa
- El Chaparral
- Campo Esmeralda

## Demografía
Según el censo 2020 del INEGI, Villa Juárez tenía una población de 16,962 hombres y 16,534 mujeres, y una población total de 33,496 habitantes.

## Educación

##### Educación Básica
- Escuela Primaria Quetzaltcoatl
- Escuela Primaria Benito Juárez
- Escuela Primaria Mariano Romero
- Escuela Primaria Gral. Lázaro Cárdenas
- Escuela Primaria Henrry Ford
- Escuela Primaria Emiliano Zapata
- Escuela Primaria Sinaloa
- Escuela Primaria Juan de Dios Batiz
- Escuela Primaria Ricardo Flores Magón

##### Educación media
- Escuela Secundaría Técnica #51
- Escuela Secundaría Técnica Federalizada #97

### Educación media superior
- Cobaes 63 Profra. Emilia Obeso López
- CBTA 261 "Ing. Juan de Dios Bátiz Paredes"[7]
- Bachillerato intercultural.
- Preparatoria UAS NAVOLATO EXT VILLA JUÁREZ